# Pesco Sannita
Pesco Sannita község (comune) Olaszország Campania régiójában, Benevento megyében.

## Fekvése
A megye északi részén fekszik, 70 km-re északkeletre Nápolytól, 11 km-re északra a megyeszékhelytől. Határai: Benevento, Fragneto l’Abate, Fragneto Monforte, Pago Veiano, Pietrelcina, Reino és San Marco dei Cavoti.

## Története
A település első említése a normann időkből, a 11. századból származik. A következő századokban nemesi birtok volt. A 19. században nyerte el önállóságát, amikor a Nápolyi Királyságban felszámolták a feudalizmust. 1947-ig neve Pescolamazza volt.

## Népessége
A népesség számának alakulása:

## Főbb látnivalói
- SS. Salvatore-templom
- Madonna dell’Arco-templom
- San Giuseppe-templom